# Ghenadie
Ghenadie este un prenume masculin românesc derivat de la numele de origine grecească Gennadios, care înseamnă „nobil, curajos”. 
Prenumele Ghenadie este purtat de următoarele persoane notabile:
- Ghenadie Ciobanu (n. 1957, compozitor și om politic din Republica Moldova, deputat în Parlamentul Republicii Moldova între 2010 și 2014
- Ghenadie Gheorghe (n. 1936), cleric ortodox de stil vechi din România, episcop-vicar al Bisericii Ortodoxe de Stil Vechi din România
- Ghenadie Lisoconi (n. 1964), sportiv olimpic din Republica Moldova
- Ghenadie Moșneaga (n. 1985), fotbalist din Republica Moldova
- Ghenadie Nicu (n. 1963), scriitor din Republica Moldova, membru al Uniunii Scriitorilor din Moldova și al Uniunii Scriitorilor din România
- Ghenadie Ochincă (n. 1984), fotbalist din Republica Moldova
- Ghenadie Olexici (n. 1988), fotbalist din Republica Moldova
- Ghenadie Orbu (n. 1982), fotbalist din Republica Moldova
- Ghenadie Petrescu, cleric ortodox român, episcop al Argeșului și mitropolit al Țării Românești
- Ghenadie Pușca (n. 1975), fotbalist din Republica Moldova
- Ghenadie Tâciuc, artist plastic, pictor, expert în pictura bisericească, deținător al titlului onorific Maestru în artă din Republica Moldova
- Ghenadie Tulbea (n. 1979), luptător de lupte libere din Republica Moldova